# Nawng mia
Nawng mia é um filme de drama tailandês de 1990 dirigido e escrito por Chatrichalerm Yukol. Foi selecionado como representante da Tailândia à edição do Oscar 1991, organizada pela Academia de Artes e Ciências Cinematográficas.

## Elenco
- Chatchai Plengpanich - Sang
- Passorn Boonyakiart - Prang
- Pattamawan Kaomoolkadee - Tubtim